# Меттью Реал
Меттью Реал (англ. Matthew Real, нар. 10 липня 1999, Дрексел-Гілл) — американський футболіст бразильського походження, півзахисник клубу «Бетлехем Стіл».

## Клубна кар'єра
Народився у місті Дрексел-Гілл, Пенсільванія, в родині бразильця і американки. Вихованець клубу «Філадельфія Юніон». З 2016 року став виступати за фарм-клуб філадельфійців «Бетлехем Стіл», а 2018 року дебютував і у складі «Філадельфії Юніон».

## Виступи за збірну
У 2018 році у складі молодіжної збірної США Реал взяв участь в молодіжному чемпіонаті КОНКАКАФ у Панамі, допомігши своїй команді здобути золоті медалі турніру. Цей результат дозволив команді кваліфікуватись на молодіжний чемпіонат світу 2019 року, куди поїхав і Меттью.

## Досягнення

### Міжнародні
США U-20
- Переможець молодіжного чемпіонату КОНКАКАФ: 2018